# Chicago P.D.
Chicago P.D. és una sèrie de drama policial de televisió estatunidenca emesa per NBC des del 8 de gener de 2014. La sèrie va ser creada per Dick Wolf i és la segona entrega de la franquícia de Chicago. És protagonitzada per Jason Beghe, Jon Seda, Sophia Bush, Jesse Lee Soffer, Patrick Flueger, Marina Squerciati, LaRoyce Hawkins, Archie Kao, Elias Koteas, Amy Morton, Brian Geraghty, Tracy Spiridakos, Lisseth Chavez, Benjamin Levy Aguilar i Toya Turner. La sèrie segueix els oficial s de patrulla uniformats i la Unitat d'Intel·ligència del Districte 21 del Departament de Policia de Chicago mentre persegueixen els autors dels principals delictes de carrer de la ciutat.
El 10 d'abril de 2023, NBC va renovar la sèrie per a una onzena temporada, que es va estrenar el 17 de gener de 2024. El 21 de març de 2024, NBC va renovar la sèrie per a una dotzena temporada.

## Trama
Chicago P.D., sèrie derivada de Chicago Fire, se centra en el fictici districte 21, que allotja els oficial s de patrulla i la Unitat d'Intel·ligència d'elit del departament, dirigida pel sergent detectiu Hank Voight (Jason Beghe) a través de la seva vida diària plena d'acció mentre s'esforcen per mantenir la ciutat en pau. Voight ha d'aprendre a adaptar-se a un context geopolític canviant i adoptar noves estratègies per combatre el crim a la ciutat que estima.

## Repartiment

### Principal
- Jason Beghe com a sergent Henry "Hank" Voight.
- Jon Seda com a detectiu sènior Antonio Dawson (temporades 1–6).[5]
- Sophia Bush com a detectiu Erin Lindsay (temporades 1–4).[6]
- Jesse Lee Soffer com a detectiu sènior Jay Halstead (temporades 1-10).[7]
- Patrick John Flueger com a oficial Adam Ruzek.[8]
- Marina Squerciati com a oficial Kim Burgess.[9]
- LaRoyce Hawkins com a oficial Kevin Atwater.
- Archie Kao com a detectiu Sheldon Jin (temporada 1).[10]
- Elias Koteas com a detectiu sènior Alvin Olinsky (temporades 1–5; convidat a la 11).[11]
- Amy Morton com a sergent  Trudy Platt (temporada 2 – present; recurrent a la temporada 1).
- Brian Geraghty com a oficial Sean Roman (temporades 2–3; convidat a la temporada 7).[12]
- Tracy Spiridakos com a detectiu Hailey Upton Halstead (temporades 5–11; recurrent a la temporada 4).[13]
- Lisseth Chavez com a oficial Vanessa Rojas (temporada 7).
- Benjamin Levy Aguilar com a oficial Dante Torres (temporada 10–present; convidat a la temporada 9).[14]
- Toya Turner com a oficial Kiana Cook (temporada 12).[15]

### Recurrent
- Samuel Caleb Hunt com a Greg "Mouse" Gerwitz (temporades 1–4).
- Stella Maeve com a Nadia Decotis (temporades 1–2).[16]
- Barbara Eve Harris com a comandant Emma Crowley (temporades 3–5).
- Kevin J. O'Connor com a comandant Fischer (temporades 2–3).
- Robert Wisdom com a comandant Ron Perry (temporades 1–2).
- Josh Segarra com a Justin Voight (temporades 1–3).
- Markie Post com a Barbara "Bunny" Fletcher (temporades 2–4).
- Chris Agos com a ASA (Assistant State's Attorney) Steve Kot (temporada 2 – present)
- Ian Bohen com a sergent Edwin Stillwell (temporades 1–2).
- Alina Taber com a Lexi Olinsky (temporades 1–4).
- Madison McLaughlin com a Michelle Sovana (temporada 2).
- Sydney Tamiia Poitier com a detectiu Mia Sumner (temporada 1).[17]
- Melissa Carlson com a Meredith Olinsky.
- Erik Hellman com a Dr. Alec Willhite (temporades 1–3).
- America Olivo com a Laura Dawson (temporada 1, convidada a la temporada 6).
- Carl Weathers com a l'advocat de l'estat Mark Jefferies (episodis: "Justice"; "Favor, Action, Malice or Ill-Will").
- Zach Garcia com a Diego Dawson (temporades 1–3).
- Maya Moravec (temporades 1–2) i Ariana Chantelle Cordero (temporades 5–6) com a Eva Dawson.
- Mark Alex Hanna (temporades 2–6) com a detectiu Price (Homicidis)
- Nick Wechsler com a detectiu Kenny Rixton (temporada 4)
- Mykelti Williamson com a tinent Denny Woods (temporades 4–5).
- Wendell Pierce com a Alderman Ray Price (temporades 5–7).
- John C. McGinley com a Brian Kelton (temporada 6).[18]
- Anne Heche com a superintendent adjunta Katherine Brennan (temporades 6–7).
- Paul Adelstein com a superintendent interí Jason Crawford (temporada 7).
- Michael Beach com a Darius Walker (temporada 7).
- Nicole Ari Parker com a superintendent adjunta Samantha Miller (temporades 8–9).
- Cleveland Berto com a oficial Andre Cooper (temporada 8).[19]
- Carmela Zumbado com a Anna Avalos (temporada 9).
- Sara Bues com a ASA Nina Chapman (temporada 9 - present).
- Michael Gaston com a cap Patrick O'Neal (temporada 10).
- Jefferson White com a Sean O'Neal (temporada 10).
- Shawn Hatosy com a subcap Charlie Reid (temporada 12).[20]